# Новосадове
Новосадо́ве — село в Україні, у Лиманській міській територіальній громаді Донецької області. Знаходиться на кордоні Донецької та Луганської областей. Станом на 2018 рік, постійного населення у селі немає[джерело?].

## Історія
Під час повномасштабного вторгнення РФ до України селище було тимчасово окуповано росіянами, було звільнено силами ЗСУ 24 жовтня 2022 року.
Повторно окуповане 22 жовтня 2024.